# Raitis Grafs
Raitis Grafs (ur. 12 czerwca 1981 w Rydze) – łotewski koszykarz grający na pozycji środkowego, reprezentant Łotwy.
We wczesnej młodości Grafs poznał innego łotewskiego koszykarza, Kristapsa Valtersa, z którym zaprzyjaźnił się i rozpoczął treningi koszykówki. Później Grafs i Valters stali się znakomitymi partnerami w łotewskiej drużynie. Grafs był najmłodszym członkiem łotewskiej drużyny narodowej – w wieku 16 lat. Obecnie gra w ASK Ryga.

## Osiągnięcia
Stan na 5 stycznia 2017, na podstawie, o ile nie zaznaczono inaczej.
NCAA
- Uczestnik turnieju NCAA (2000, 2002)
- Mistrz:
  - turnieju konferencji Mid-Continent (2000, 2002)
  - sezonu regularnego Mid-Continent (2001, 2002, 2003)
- Zaliczony do:
  - I składu:
    - Mid-Continent (2002, 2003)
    - turnieju:
      - Mid-Continent (2003)
      - Great Alaska Shootout (2001)
- Lider konferencji Mid-Continent w[4]:
  - liczbie:
    - celnych rzutów za 2 punkty (2003 – 175)
    - oddanych rzutów wolnych (2001 – 202)
    - zbiórek (2001 – 259)
    - bloków (2001 – 67)

  - średniej bloków (2001 – 2,1)

Drużynowe
- Mistrz Łotwy (1997, 1998, 2006, 2007)
- Wicemistrz Łotwy (2008)
- Zdobywca pucharu Polski (2005)
- Finalista pucharu Belgii (2004)

Reprezentacja
- Uczestnik:
  - mistrzostw:
    - Europy:
      - 2001 – 8. miejsce, 2003 – 13. miejsce, 2005 – 13. miejsce, 2007 – 13. miejsce
      - U–18 (1998 – 4. miejsce)

    - świata U–19 (1999 – 9. miejsce)

  - kwalifikacji do:
    - Eurobasketu (1999)
    - Eurobasketu U–16 (1997)
    - Eurobasketu U–20 (2000)